# Робер Жояу
Робер Жояу (фр. Robert Joyaut, 5 грудня 1900 — 12 вересня 1966) — французький футболіст, що грав на позиції півзахисника за клуб «Ред Стар» та національну збірну Франції.

## Клубна кар'єра
У дорослому футболі дебютував 1919 року виступами за команду «Ред Стар», кольори якої захищав протягом наступних шести років. Двічі, у 1922 і 1923 роках, ставав у її складі володарем Кубка Франції.

## Виступи за збірну
1923 року дебютував в офіційних матчах у складі національної збірної Франції. Загалом того року провів у її формі 4 матчі.
Помер 12 вересня 1966 року на 66-му році життя.
| Дата      | Місто         | Господарі  | Результат | Гості     | Турнір           | Голи | Примітки |
| --------- | ------------- | ---------- | --------- | --------- | ---------------- | ---- | -------- |
| 28-1-1923 | Сан-Себастьян | Іспанія    | 3 – 0     | Франція   | товариський матч | -    |          |
| 25-2-1923 | Брюссель      | Бельгія    | 4 – 1     | Франція   | товариський матч | -    |          |
| 2-4-1923  | Амстердам     | Нідерланди | 8 – 1     | Франція   | товариський матч | -    |          |
| 22-4-1923 | Париж         | Франція    | 2 – 2     | Швейцарія | товариський матч | -    |          |
| Усього    |               | Матчів     | 4         |           | Голів            | 0    |          |